# 空中巴士直升機H175
空中巴士直升機H175（Airbus Helicopters H175）是一款7噸級中型通用直升機，由空中巴士直升機公司（前稱歐洲直升機公司）生產。在中国大陆，H175由中国航空工业集团生產，名為中航直升机AC352。H175起初推出時稱為歐洲直升機EC175及哈尔滨Z-15，由歐洲直升機公司和哈尔滨飞机工业集团聯合研發，於2008年2月24日，以EC175的名義在美國休斯頓舉辦的國際直升機博覽會（Heli-Expo）上正式推出。首架EC175於2014年12月投入服務；2015年，歐洲直升機公司更名為空中巴士直升機公司，EC175更名為H175。
项目研發成功后，中法双方各自建立总装生产线，向各自负责的市场区域销售直升机，并且为用户提供售后支援服务。
首批EC175直升机預定于2012年交付。歐洲直升機公司计划在及后20年，销售约800至1,000架EC175。2012年AC352/EC175直升机开始由研制转入批产阶段。2008年，在美国休斯敦直升机博览会上，AC352/EC175以1∶1的模型现身，因其安全性、可靠性及舒适度等优势，成为市场上强有力的竞争者，共接到来自北美、亚洲、欧洲13家公司的111架启动订单。按照惯例，一种机型从研制到批产过渡时间在一年左右，而AC352/EC175过渡期只有三个多月。哈飞在2011年10月开始研究批产提速方案。2012年直-15直升机机身正式在哈飞下线。
AC352整机于2016年12月20日进行首飞。

## 开发与销售
EC175项目于2005年12月5日启动。初步设计评审（PDR）于2006年12月5日完成，关键设计评审（CDR）于2007年12月5日结束。开发费用耗费6亿欧元。并通过客户咨询小组（CAT）与现有的运营商紧密合作，完成设计。
目前已有超过13家客户共订购了超过114架EC175。

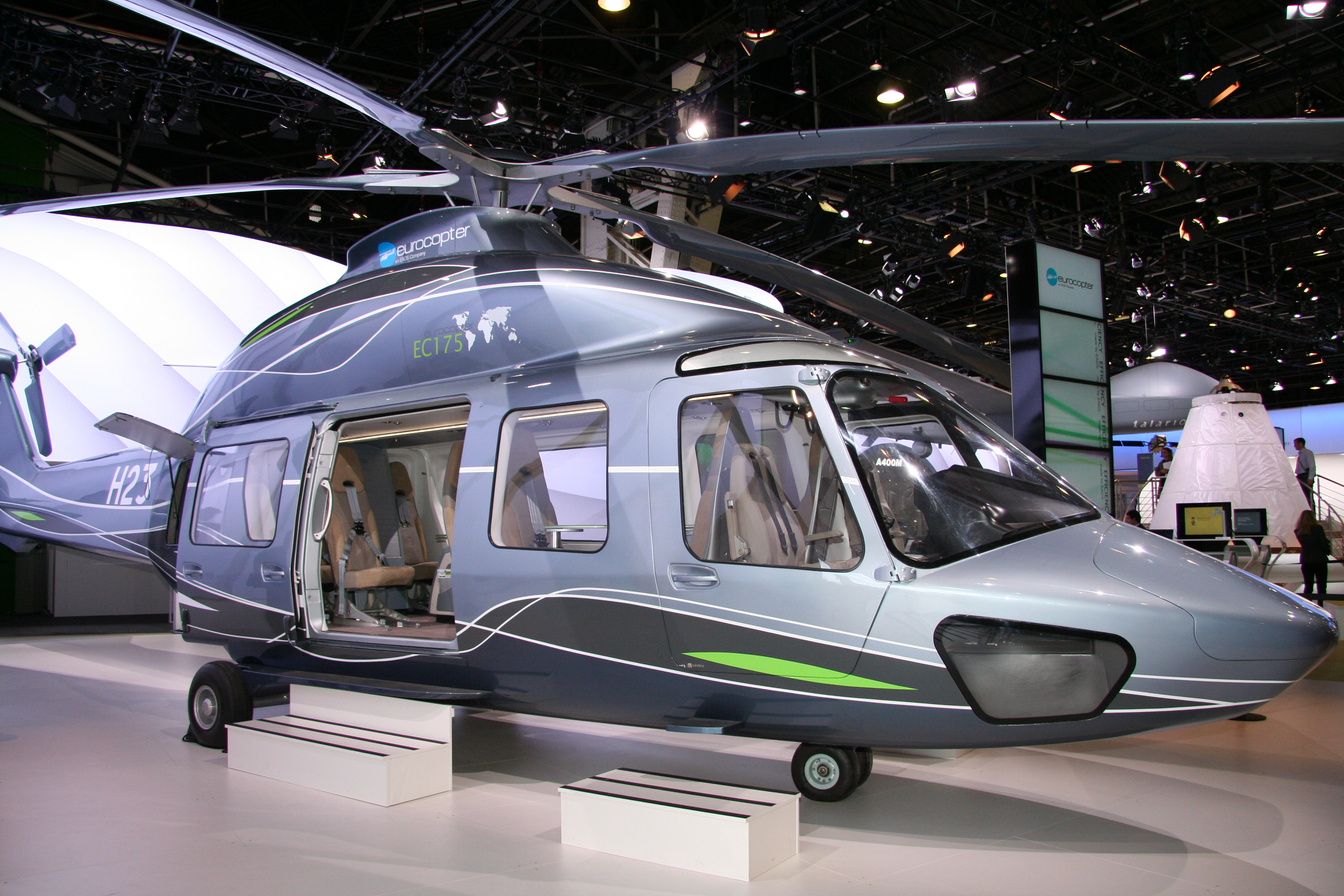
EC175在2009年巴黎航空展靜態展示

EC175于2009年12月17日在法国马赛首飞。计划在2011年完成欧洲航空安全局认证（EASA），并在2012年首次交付客户使用。
第一条生产线预计将建在欧洲直升机公司位于马赛的工厂，第二条生产线大概在这之后的三至四年内完工。
2013年6月，哈飞开始组织Z-15首架机零件投产。2013年12月30日，Z-15首架机结构铆接下架。2014年8月31日，中航工业哈飞制造的首架Z-15直升机机体交付总装。
2015年9月9日，AC352原型机真机亮相天津直博会。2016年12月20日，AC352整机进行首飞。

## 设计
H175将主要在民用和準公共领域的市场应用，其主要市场是石油和天然气工业、搜索和救援任务的支持。其他适用的角色包括準公共行动、国土安全、空中医疗服务、公用事业和企业的运输任务。 
创新的计算工具以及与中航工业的紧密合作节省了大量时间，工作中大量使用了電腦輔助設計/電腦輔助製造，如齿轮和Z15的主齿轮箱（MGB）以及外壳，都已经完全使用CATIA V5进行开发，这在欧洲直升机公司也是第一次。通过应用CAD工具，在欧洲直升机公司和哈飞之间创建一套实体模型，简化两个相距上万公里的合作伙伴之间的协调工作，使欧直仅用四年时间便完成了该款直升机的开发工作。2008年11月，第一架EC175机身结构由哈飞在马赛交付给欧洲直升机公司。
欧洲直升机公司负责EC175的主要变速箱、尾旋翼、航空电子设备、自动驾驶仪、液压和电气、门和透明部件的研发和生产，以及完成最后系统集成工作，并建造3架原型机中的两架（第一架和第三架）。哈飞将负责机身、机尾和中间变速箱、主旋翼、燃油系统、飞行控制和起落架的研发和生产。
H175采用两台1,325千瓦（1,775匹馬力）级别，具有全权数字化发动机控制系统（FADEC）的加拿大普惠公司PT6C - 67E涡轮轴发动机。其有5000小时的检修时间间隔（TBO）。AC352則裝備賽峰直升機發動機公司與中國航空工業集團合作研製的Ardiden 3C渦輪軸發動機，中國代號渦軸16；渦軸16同樣配備全權數位化發動機控制系統，且具有模組化設計，輸出功率為1,800匹級別標準。E175/直15發動機驅動五葉弹性主旋翼和三葉尾旋翼。其主变速箱将包括两个附件变速箱，并撤销离合器，从而降低了辅助动力装置（APU）的成本和重量。變速齒輪箱開發由CATIA作為主要設計工具，在空中巴士公司研發過程中為首度嘗試。
根据具体配置，H175最多能够搭载16名乘客。并配有易于使用的宽大推拉门以及超大尺寸的舷窗。H175采用平地板，省略了任何驾驶舱和机舱之间的间隔。该飞机将提供可选的客舱地板下的副油箱。
借鉴了EC225的成功经验，H175的驾驶舱将有4部6x8吋多功能液晶显示器，加上一个可选的中心任务显示器。并配备了一个数字式四轴全双工自动飞行控制系统。

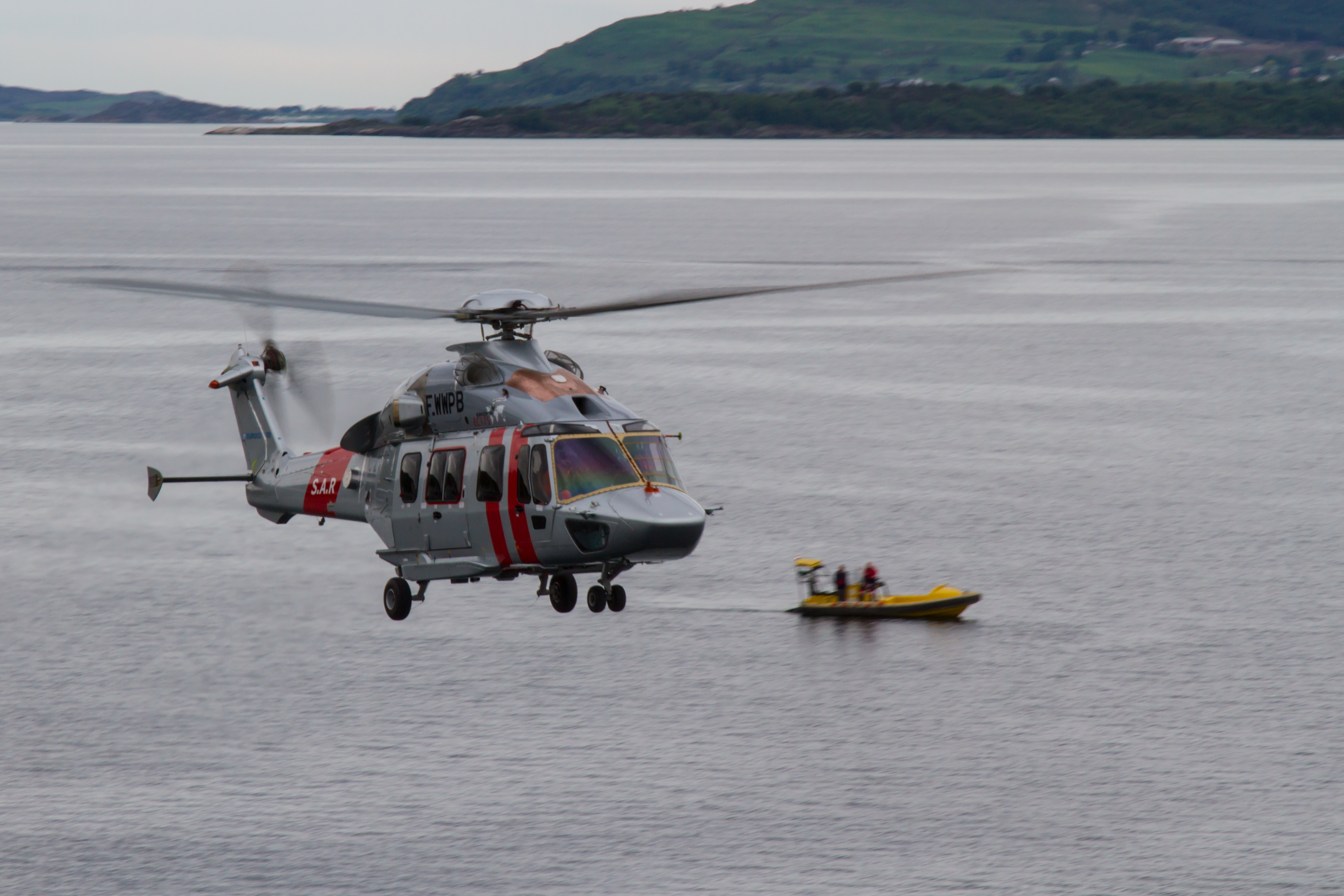
有在6级海况下飞行能力，機內還配備兩個超大的12-18人救生筏。（圖為法國的救援直升機）

EC175预计将超过ESAS CS- 29的耐撞性要求，并将通过Category A双试运行认证。这种飞机将有在6级海况下飞行的能力，以及配备两个超大的12-18人救生筏。欧洲直升机公司指出，EC175的噪音水平将远低于国际民用航空组织的要求。

## 型號
- H175：由欧洲直升机公司生产，销往欧洲，美国和国际市场。
- Z-15：由哈飞生产并提供给中国客户。解放军还计划利用Z-15在未来10至15年内，取代现有的机队（包括老旧的米-8，西科斯基S-70，哈尔滨Z-8和哈尔滨Z-9）。如果加入解放军的序列，Z-15的还需要在性能和可靠性等方面得到改善。并计划换装国产发动机[18]。

## 用戶
比利时

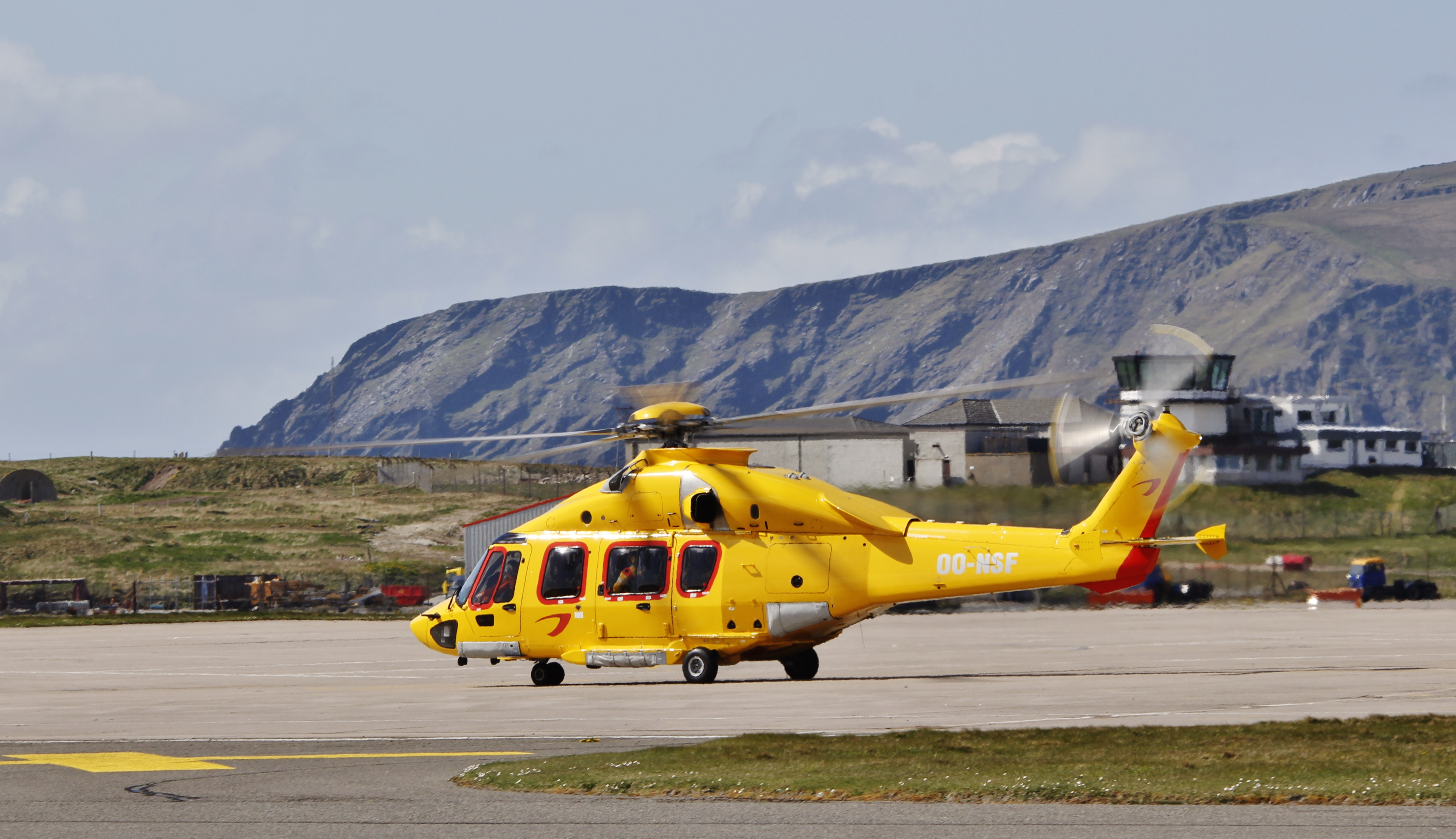
比利時NHV為H175的啟始客戶

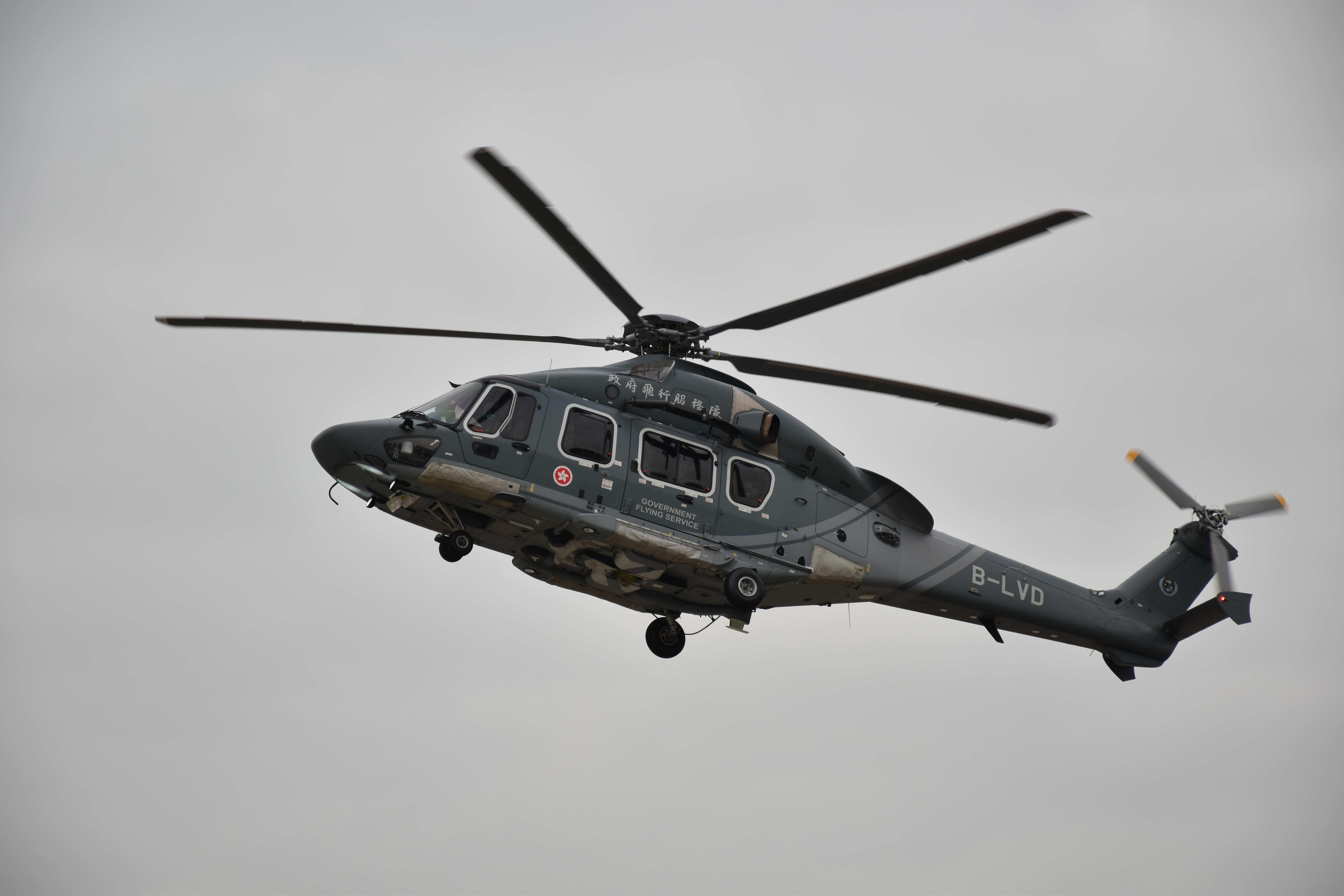
香港政府飛行服務隊為H175搜索與救援版本的啟始客戶

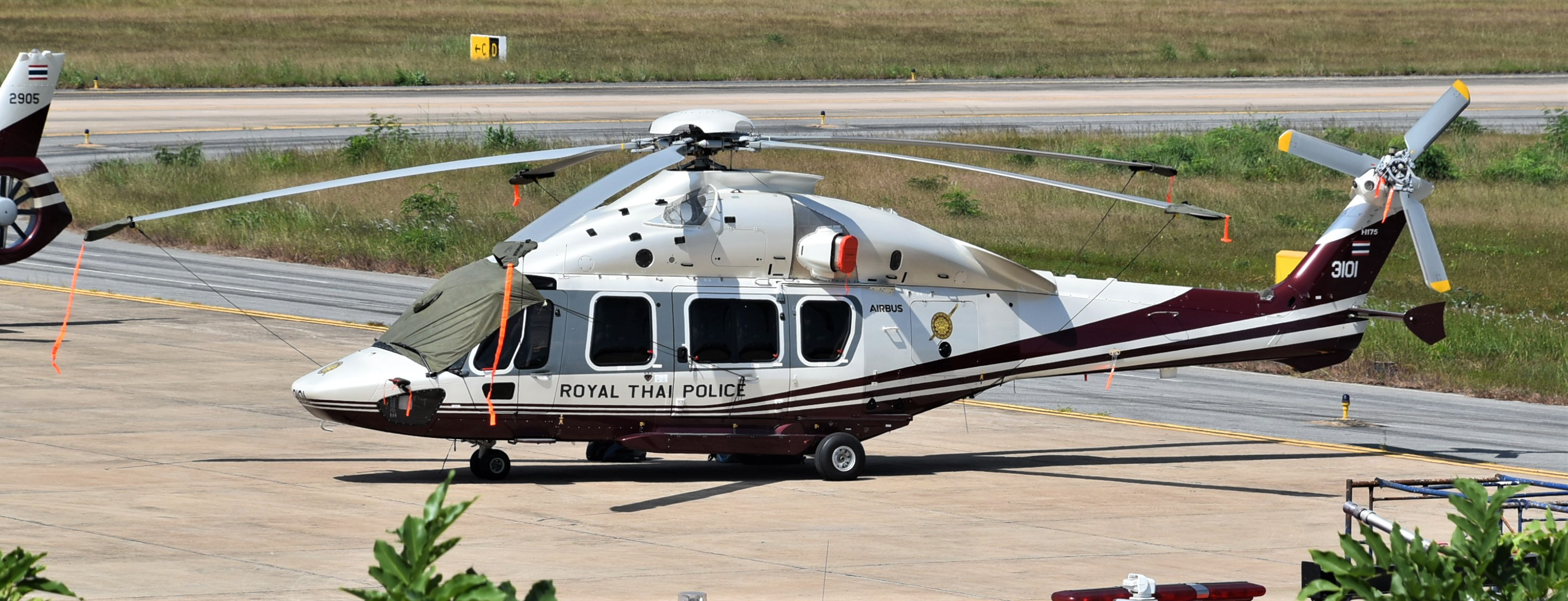
泰國皇家警察H175

- Noordzee Helikopters Vlaanderen

 加彭
- 加彭空軍（英语：Gabonese Air Force）（1架ACH175）

 香港
- 政府飛行服務隊（7架搜索与救援型H175）

 爱尔兰
- Milestone Aviation Group（已訂購28架）

 墨西哥
- Transportes Aereos Pegaso（已訂購9架）

 荷蘭
- Heli Holland

 泰國
- 泰國皇家警察

 英国
- CHC Helicopter

- 烏茲別克斯坦航空

 中国
- 南航通航（广东应急）
- 交通运输部救助飞行队

## 规格（EC175）
参考资料：Eurocopter website
基本信息
- 机组：2 人
- 容量：16/18 人

性能

## 外部連結
- （英文）—Official page on the Eurocopter website
- （英文）—Eurocopter unveils its brand-new EC175 at Heli-Expo 2008
- （英文）—Z-15 Medium Utility Helicopter Programme
- （简体中文）—直-15直升机图文介绍 Z-15 photos and introduction

## 参見
类似型号
- AgustaWestland AW139
- Sikorsky S-70